# Walter R. Cooney, Jr.
Walter R. Cooney, Jr. est un ingénieur chimiste américain et astronome amateur. 

## Biographie
Cooney, qui est affilié à l'observatoire de Highland Park Road, a découvert 47 astéroïdes, y compris l'identification en 1998 de (11739) Bâton-Rouge, on lui crédite la découverte de plus de 50 étoiles variables.
| (11739) Bâton-Rouge      | 25 septembre 1998 |
| (15072) Landolt          | 25 janvier 1999   |
| (16107) Chanmugam        | 27 novembre 1999  |
| (20430) Stout            | 10 janvier 1999   |
| (47045) Seandaniel       | 29 novembre 1998  |
| (43083) Frankconrad      | 19 novembre 1999  |
| (49350) Katheynix        | 27 novembre 1998  |
| (53256) Sinitiere        | 16 mars 1999      |
| (74439) Brenden          | 6 février 1999    |
| (79912) Terrell          | 10 février 1999   |
| (85878) Guzik            | 13 février 1999   |
| (101722) Pursell         | 10 mars 1999      |
| (162158) Merrillhess     | 15 février 1999   |
| (268115) Williamalbrecht | 7 octobre 2004    |